# Kuala Dasal
Kuala Dasal is een bestuurslaag in het regentschap Tanjung Jabung Barat van de provincie Jambi, Indonesië. Kuala Dasal telt 2259 inwoners (volkstelling 2010).